# Siphona conata
Siphona conata là một loài ruồi trong họ Tachinidae.